# Govora (okręg Aluta)
Govora – wieś w Rumunii, w okręgu Aluta, w gminie Bobicești. W 2011 roku liczyła 89 mieszkańców.